# Brejo (kommun)
Brejo är en kommun i Brasilien.   Den ligger i delstaten Maranhão, i den nordöstra delen av landet, 1 500 km norr om huvudstaden Brasília. Antalet invånare är 33 314.
Följande samhällen finns i Brejo:
- Brejo

Omgivningarna runt Brejo är huvudsakligen savann. Runt Brejo är det ganska glesbefolkat, med 26 invånare per kvadratkilometer.